# Henry Bird
Henry Edward Bird (Portsea, 14 luglio 1830 – Londra, 11 aprile 1908) è stato uno scacchista britannico.
Di lui, si soleva dire che: "viveva per gli scacchi e avrebbe giocato con chiunque in ogni dove, in ogni momento e sottostando a qualunque condizione...". Nel 1876, al grande torneo "Clipper" di New York (vinto da James Mason), Bird ricevette il primo premio di bellezza per la partita contro Mason. Fu il primo premio di bellezza riconosciuto ufficialmente in un torneo.
Fu persona eccentrica e di grande creatività. Nel 1872 creò una variante del gioco degli scacchi inserendo due nuovi pezzi, su una scacchiera 8x10. Scrisse molto, anche. Fra le sue opere, non sempre a tema scacchistico, si ricordano: "Chess History and Reminiscences" e "An Analysis of Railways in the United Kingdom".
Rese popolare l'apertura 1. f4 (conosciuta oggi come apertura Bird) nonché la difesa 3... Cd4 contro la Partita Spagnola:  1.e4 e5 2.Cf3 Cc6 3.Ab5 Cd4!?.

## Alcune partite di Henry Bird
|   | a | b | c | d | e | f | g | h |   |
| 8 | f8 torre del nero · g8 re del nero · a7 pedone del nero · c7 donna del nero · e7 torre del nero · g7 pedone del nero · c6 pedone del nero · e6 cavallo del nero · h6 pedone del nero · a5 torre del bianco · d5 pedone del nero · e5 cavallo del bianco · f5 donna del bianco · d4 pedone del bianco · g4 pedone del bianco · c3 pedone del bianco · f2 pedone del bianco · g2 cavallo del bianco · h2 re del bianco · e1 torre del bianco | f8 torre del nero · g8 re del nero · a7 pedone del nero · c7 donna del nero · e7 torre del nero · g7 pedone del nero · c6 pedone del nero · e6 cavallo del nero · h6 pedone del nero · a5 torre del bianco · d5 pedone del nero · e5 cavallo del bianco · f5 donna del bianco · d4 pedone del bianco · g4 pedone del bianco · c3 pedone del bianco · f2 pedone del bianco · g2 cavallo del bianco · h2 re del bianco · e1 torre del bianco | f8 torre del nero · g8 re del nero · a7 pedone del nero · c7 donna del nero · e7 torre del nero · g7 pedone del nero · c6 pedone del nero · e6 cavallo del nero · h6 pedone del nero · a5 torre del bianco · d5 pedone del nero · e5 cavallo del bianco · f5 donna del bianco · d4 pedone del bianco · g4 pedone del bianco · c3 pedone del bianco · f2 pedone del bianco · g2 cavallo del bianco · h2 re del bianco · e1 torre del bianco | f8 torre del nero · g8 re del nero · a7 pedone del nero · c7 donna del nero · e7 torre del nero · g7 pedone del nero · c6 pedone del nero · e6 cavallo del nero · h6 pedone del nero · a5 torre del bianco · d5 pedone del nero · e5 cavallo del bianco · f5 donna del bianco · d4 pedone del bianco · g4 pedone del bianco · c3 pedone del bianco · f2 pedone del bianco · g2 cavallo del bianco · h2 re del bianco · e1 torre del bianco | f8 torre del nero · g8 re del nero · a7 pedone del nero · c7 donna del nero · e7 torre del nero · g7 pedone del nero · c6 pedone del nero · e6 cavallo del nero · h6 pedone del nero · a5 torre del bianco · d5 pedone del nero · e5 cavallo del bianco · f5 donna del bianco · d4 pedone del bianco · g4 pedone del bianco · c3 pedone del bianco · f2 pedone del bianco · g2 cavallo del bianco · h2 re del bianco · e1 torre del bianco | f8 torre del nero · g8 re del nero · a7 pedone del nero · c7 donna del nero · e7 torre del nero · g7 pedone del nero · c6 pedone del nero · e6 cavallo del nero · h6 pedone del nero · a5 torre del bianco · d5 pedone del nero · e5 cavallo del bianco · f5 donna del bianco · d4 pedone del bianco · g4 pedone del bianco · c3 pedone del bianco · f2 pedone del bianco · g2 cavallo del bianco · h2 re del bianco · e1 torre del bianco | f8 torre del nero · g8 re del nero · a7 pedone del nero · c7 donna del nero · e7 torre del nero · g7 pedone del nero · c6 pedone del nero · e6 cavallo del nero · h6 pedone del nero · a5 torre del bianco · d5 pedone del nero · e5 cavallo del bianco · f5 donna del bianco · d4 pedone del bianco · g4 pedone del bianco · c3 pedone del bianco · f2 pedone del bianco · g2 cavallo del bianco · h2 re del bianco · e1 torre del bianco | f8 torre del nero · g8 re del nero · a7 pedone del nero · c7 donna del nero · e7 torre del nero · g7 pedone del nero · c6 pedone del nero · e6 cavallo del nero · h6 pedone del nero · a5 torre del bianco · d5 pedone del nero · e5 cavallo del bianco · f5 donna del bianco · d4 pedone del bianco · g4 pedone del bianco · c3 pedone del bianco · f2 pedone del bianco · g2 cavallo del bianco · h2 re del bianco · e1 torre del bianco | 8 |
| 7 | f8 torre del nero · g8 re del nero · a7 pedone del nero · c7 donna del nero · e7 torre del nero · g7 pedone del nero · c6 pedone del nero · e6 cavallo del nero · h6 pedone del nero · a5 torre del bianco · d5 pedone del nero · e5 cavallo del bianco · f5 donna del bianco · d4 pedone del bianco · g4 pedone del bianco · c3 pedone del bianco · f2 pedone del bianco · g2 cavallo del bianco · h2 re del bianco · e1 torre del bianco | f8 torre del nero · g8 re del nero · a7 pedone del nero · c7 donna del nero · e7 torre del nero · g7 pedone del nero · c6 pedone del nero · e6 cavallo del nero · h6 pedone del nero · a5 torre del bianco · d5 pedone del nero · e5 cavallo del bianco · f5 donna del bianco · d4 pedone del bianco · g4 pedone del bianco · c3 pedone del bianco · f2 pedone del bianco · g2 cavallo del bianco · h2 re del bianco · e1 torre del bianco | f8 torre del nero · g8 re del nero · a7 pedone del nero · c7 donna del nero · e7 torre del nero · g7 pedone del nero · c6 pedone del nero · e6 cavallo del nero · h6 pedone del nero · a5 torre del bianco · d5 pedone del nero · e5 cavallo del bianco · f5 donna del bianco · d4 pedone del bianco · g4 pedone del bianco · c3 pedone del bianco · f2 pedone del bianco · g2 cavallo del bianco · h2 re del bianco · e1 torre del bianco | f8 torre del nero · g8 re del nero · a7 pedone del nero · c7 donna del nero · e7 torre del nero · g7 pedone del nero · c6 pedone del nero · e6 cavallo del nero · h6 pedone del nero · a5 torre del bianco · d5 pedone del nero · e5 cavallo del bianco · f5 donna del bianco · d4 pedone del bianco · g4 pedone del bianco · c3 pedone del bianco · f2 pedone del bianco · g2 cavallo del bianco · h2 re del bianco · e1 torre del bianco | f8 torre del nero · g8 re del nero · a7 pedone del nero · c7 donna del nero · e7 torre del nero · g7 pedone del nero · c6 pedone del nero · e6 cavallo del nero · h6 pedone del nero · a5 torre del bianco · d5 pedone del nero · e5 cavallo del bianco · f5 donna del bianco · d4 pedone del bianco · g4 pedone del bianco · c3 pedone del bianco · f2 pedone del bianco · g2 cavallo del bianco · h2 re del bianco · e1 torre del bianco | f8 torre del nero · g8 re del nero · a7 pedone del nero · c7 donna del nero · e7 torre del nero · g7 pedone del nero · c6 pedone del nero · e6 cavallo del nero · h6 pedone del nero · a5 torre del bianco · d5 pedone del nero · e5 cavallo del bianco · f5 donna del bianco · d4 pedone del bianco · g4 pedone del bianco · c3 pedone del bianco · f2 pedone del bianco · g2 cavallo del bianco · h2 re del bianco · e1 torre del bianco | f8 torre del nero · g8 re del nero · a7 pedone del nero · c7 donna del nero · e7 torre del nero · g7 pedone del nero · c6 pedone del nero · e6 cavallo del nero · h6 pedone del nero · a5 torre del bianco · d5 pedone del nero · e5 cavallo del bianco · f5 donna del bianco · d4 pedone del bianco · g4 pedone del bianco · c3 pedone del bianco · f2 pedone del bianco · g2 cavallo del bianco · h2 re del bianco · e1 torre del bianco | f8 torre del nero · g8 re del nero · a7 pedone del nero · c7 donna del nero · e7 torre del nero · g7 pedone del nero · c6 pedone del nero · e6 cavallo del nero · h6 pedone del nero · a5 torre del bianco · d5 pedone del nero · e5 cavallo del bianco · f5 donna del bianco · d4 pedone del bianco · g4 pedone del bianco · c3 pedone del bianco · f2 pedone del bianco · g2 cavallo del bianco · h2 re del bianco · e1 torre del bianco | 7 |
| 6 | f8 torre del nero · g8 re del nero · a7 pedone del nero · c7 donna del nero · e7 torre del nero · g7 pedone del nero · c6 pedone del nero · e6 cavallo del nero · h6 pedone del nero · a5 torre del bianco · d5 pedone del nero · e5 cavallo del bianco · f5 donna del bianco · d4 pedone del bianco · g4 pedone del bianco · c3 pedone del bianco · f2 pedone del bianco · g2 cavallo del bianco · h2 re del bianco · e1 torre del bianco | f8 torre del nero · g8 re del nero · a7 pedone del nero · c7 donna del nero · e7 torre del nero · g7 pedone del nero · c6 pedone del nero · e6 cavallo del nero · h6 pedone del nero · a5 torre del bianco · d5 pedone del nero · e5 cavallo del bianco · f5 donna del bianco · d4 pedone del bianco · g4 pedone del bianco · c3 pedone del bianco · f2 pedone del bianco · g2 cavallo del bianco · h2 re del bianco · e1 torre del bianco | f8 torre del nero · g8 re del nero · a7 pedone del nero · c7 donna del nero · e7 torre del nero · g7 pedone del nero · c6 pedone del nero · e6 cavallo del nero · h6 pedone del nero · a5 torre del bianco · d5 pedone del nero · e5 cavallo del bianco · f5 donna del bianco · d4 pedone del bianco · g4 pedone del bianco · c3 pedone del bianco · f2 pedone del bianco · g2 cavallo del bianco · h2 re del bianco · e1 torre del bianco | f8 torre del nero · g8 re del nero · a7 pedone del nero · c7 donna del nero · e7 torre del nero · g7 pedone del nero · c6 pedone del nero · e6 cavallo del nero · h6 pedone del nero · a5 torre del bianco · d5 pedone del nero · e5 cavallo del bianco · f5 donna del bianco · d4 pedone del bianco · g4 pedone del bianco · c3 pedone del bianco · f2 pedone del bianco · g2 cavallo del bianco · h2 re del bianco · e1 torre del bianco | f8 torre del nero · g8 re del nero · a7 pedone del nero · c7 donna del nero · e7 torre del nero · g7 pedone del nero · c6 pedone del nero · e6 cavallo del nero · h6 pedone del nero · a5 torre del bianco · d5 pedone del nero · e5 cavallo del bianco · f5 donna del bianco · d4 pedone del bianco · g4 pedone del bianco · c3 pedone del bianco · f2 pedone del bianco · g2 cavallo del bianco · h2 re del bianco · e1 torre del bianco | f8 torre del nero · g8 re del nero · a7 pedone del nero · c7 donna del nero · e7 torre del nero · g7 pedone del nero · c6 pedone del nero · e6 cavallo del nero · h6 pedone del nero · a5 torre del bianco · d5 pedone del nero · e5 cavallo del bianco · f5 donna del bianco · d4 pedone del bianco · g4 pedone del bianco · c3 pedone del bianco · f2 pedone del bianco · g2 cavallo del bianco · h2 re del bianco · e1 torre del bianco | f8 torre del nero · g8 re del nero · a7 pedone del nero · c7 donna del nero · e7 torre del nero · g7 pedone del nero · c6 pedone del nero · e6 cavallo del nero · h6 pedone del nero · a5 torre del bianco · d5 pedone del nero · e5 cavallo del bianco · f5 donna del bianco · d4 pedone del bianco · g4 pedone del bianco · c3 pedone del bianco · f2 pedone del bianco · g2 cavallo del bianco · h2 re del bianco · e1 torre del bianco | f8 torre del nero · g8 re del nero · a7 pedone del nero · c7 donna del nero · e7 torre del nero · g7 pedone del nero · c6 pedone del nero · e6 cavallo del nero · h6 pedone del nero · a5 torre del bianco · d5 pedone del nero · e5 cavallo del bianco · f5 donna del bianco · d4 pedone del bianco · g4 pedone del bianco · c3 pedone del bianco · f2 pedone del bianco · g2 cavallo del bianco · h2 re del bianco · e1 torre del bianco | 6 |
| 5 | f8 torre del nero · g8 re del nero · a7 pedone del nero · c7 donna del nero · e7 torre del nero · g7 pedone del nero · c6 pedone del nero · e6 cavallo del nero · h6 pedone del nero · a5 torre del bianco · d5 pedone del nero · e5 cavallo del bianco · f5 donna del bianco · d4 pedone del bianco · g4 pedone del bianco · c3 pedone del bianco · f2 pedone del bianco · g2 cavallo del bianco · h2 re del bianco · e1 torre del bianco | f8 torre del nero · g8 re del nero · a7 pedone del nero · c7 donna del nero · e7 torre del nero · g7 pedone del nero · c6 pedone del nero · e6 cavallo del nero · h6 pedone del nero · a5 torre del bianco · d5 pedone del nero · e5 cavallo del bianco · f5 donna del bianco · d4 pedone del bianco · g4 pedone del bianco · c3 pedone del bianco · f2 pedone del bianco · g2 cavallo del bianco · h2 re del bianco · e1 torre del bianco | f8 torre del nero · g8 re del nero · a7 pedone del nero · c7 donna del nero · e7 torre del nero · g7 pedone del nero · c6 pedone del nero · e6 cavallo del nero · h6 pedone del nero · a5 torre del bianco · d5 pedone del nero · e5 cavallo del bianco · f5 donna del bianco · d4 pedone del bianco · g4 pedone del bianco · c3 pedone del bianco · f2 pedone del bianco · g2 cavallo del bianco · h2 re del bianco · e1 torre del bianco | f8 torre del nero · g8 re del nero · a7 pedone del nero · c7 donna del nero · e7 torre del nero · g7 pedone del nero · c6 pedone del nero · e6 cavallo del nero · h6 pedone del nero · a5 torre del bianco · d5 pedone del nero · e5 cavallo del bianco · f5 donna del bianco · d4 pedone del bianco · g4 pedone del bianco · c3 pedone del bianco · f2 pedone del bianco · g2 cavallo del bianco · h2 re del bianco · e1 torre del bianco | f8 torre del nero · g8 re del nero · a7 pedone del nero · c7 donna del nero · e7 torre del nero · g7 pedone del nero · c6 pedone del nero · e6 cavallo del nero · h6 pedone del nero · a5 torre del bianco · d5 pedone del nero · e5 cavallo del bianco · f5 donna del bianco · d4 pedone del bianco · g4 pedone del bianco · c3 pedone del bianco · f2 pedone del bianco · g2 cavallo del bianco · h2 re del bianco · e1 torre del bianco | f8 torre del nero · g8 re del nero · a7 pedone del nero · c7 donna del nero · e7 torre del nero · g7 pedone del nero · c6 pedone del nero · e6 cavallo del nero · h6 pedone del nero · a5 torre del bianco · d5 pedone del nero · e5 cavallo del bianco · f5 donna del bianco · d4 pedone del bianco · g4 pedone del bianco · c3 pedone del bianco · f2 pedone del bianco · g2 cavallo del bianco · h2 re del bianco · e1 torre del bianco | f8 torre del nero · g8 re del nero · a7 pedone del nero · c7 donna del nero · e7 torre del nero · g7 pedone del nero · c6 pedone del nero · e6 cavallo del nero · h6 pedone del nero · a5 torre del bianco · d5 pedone del nero · e5 cavallo del bianco · f5 donna del bianco · d4 pedone del bianco · g4 pedone del bianco · c3 pedone del bianco · f2 pedone del bianco · g2 cavallo del bianco · h2 re del bianco · e1 torre del bianco | f8 torre del nero · g8 re del nero · a7 pedone del nero · c7 donna del nero · e7 torre del nero · g7 pedone del nero · c6 pedone del nero · e6 cavallo del nero · h6 pedone del nero · a5 torre del bianco · d5 pedone del nero · e5 cavallo del bianco · f5 donna del bianco · d4 pedone del bianco · g4 pedone del bianco · c3 pedone del bianco · f2 pedone del bianco · g2 cavallo del bianco · h2 re del bianco · e1 torre del bianco | 5 |
| 4 | f8 torre del nero · g8 re del nero · a7 pedone del nero · c7 donna del nero · e7 torre del nero · g7 pedone del nero · c6 pedone del nero · e6 cavallo del nero · h6 pedone del nero · a5 torre del bianco · d5 pedone del nero · e5 cavallo del bianco · f5 donna del bianco · d4 pedone del bianco · g4 pedone del bianco · c3 pedone del bianco · f2 pedone del bianco · g2 cavallo del bianco · h2 re del bianco · e1 torre del bianco | f8 torre del nero · g8 re del nero · a7 pedone del nero · c7 donna del nero · e7 torre del nero · g7 pedone del nero · c6 pedone del nero · e6 cavallo del nero · h6 pedone del nero · a5 torre del bianco · d5 pedone del nero · e5 cavallo del bianco · f5 donna del bianco · d4 pedone del bianco · g4 pedone del bianco · c3 pedone del bianco · f2 pedone del bianco · g2 cavallo del bianco · h2 re del bianco · e1 torre del bianco | f8 torre del nero · g8 re del nero · a7 pedone del nero · c7 donna del nero · e7 torre del nero · g7 pedone del nero · c6 pedone del nero · e6 cavallo del nero · h6 pedone del nero · a5 torre del bianco · d5 pedone del nero · e5 cavallo del bianco · f5 donna del bianco · d4 pedone del bianco · g4 pedone del bianco · c3 pedone del bianco · f2 pedone del bianco · g2 cavallo del bianco · h2 re del bianco · e1 torre del bianco | f8 torre del nero · g8 re del nero · a7 pedone del nero · c7 donna del nero · e7 torre del nero · g7 pedone del nero · c6 pedone del nero · e6 cavallo del nero · h6 pedone del nero · a5 torre del bianco · d5 pedone del nero · e5 cavallo del bianco · f5 donna del bianco · d4 pedone del bianco · g4 pedone del bianco · c3 pedone del bianco · f2 pedone del bianco · g2 cavallo del bianco · h2 re del bianco · e1 torre del bianco | f8 torre del nero · g8 re del nero · a7 pedone del nero · c7 donna del nero · e7 torre del nero · g7 pedone del nero · c6 pedone del nero · e6 cavallo del nero · h6 pedone del nero · a5 torre del bianco · d5 pedone del nero · e5 cavallo del bianco · f5 donna del bianco · d4 pedone del bianco · g4 pedone del bianco · c3 pedone del bianco · f2 pedone del bianco · g2 cavallo del bianco · h2 re del bianco · e1 torre del bianco | f8 torre del nero · g8 re del nero · a7 pedone del nero · c7 donna del nero · e7 torre del nero · g7 pedone del nero · c6 pedone del nero · e6 cavallo del nero · h6 pedone del nero · a5 torre del bianco · d5 pedone del nero · e5 cavallo del bianco · f5 donna del bianco · d4 pedone del bianco · g4 pedone del bianco · c3 pedone del bianco · f2 pedone del bianco · g2 cavallo del bianco · h2 re del bianco · e1 torre del bianco | f8 torre del nero · g8 re del nero · a7 pedone del nero · c7 donna del nero · e7 torre del nero · g7 pedone del nero · c6 pedone del nero · e6 cavallo del nero · h6 pedone del nero · a5 torre del bianco · d5 pedone del nero · e5 cavallo del bianco · f5 donna del bianco · d4 pedone del bianco · g4 pedone del bianco · c3 pedone del bianco · f2 pedone del bianco · g2 cavallo del bianco · h2 re del bianco · e1 torre del bianco | f8 torre del nero · g8 re del nero · a7 pedone del nero · c7 donna del nero · e7 torre del nero · g7 pedone del nero · c6 pedone del nero · e6 cavallo del nero · h6 pedone del nero · a5 torre del bianco · d5 pedone del nero · e5 cavallo del bianco · f5 donna del bianco · d4 pedone del bianco · g4 pedone del bianco · c3 pedone del bianco · f2 pedone del bianco · g2 cavallo del bianco · h2 re del bianco · e1 torre del bianco | 4 |
| 3 | f8 torre del nero · g8 re del nero · a7 pedone del nero · c7 donna del nero · e7 torre del nero · g7 pedone del nero · c6 pedone del nero · e6 cavallo del nero · h6 pedone del nero · a5 torre del bianco · d5 pedone del nero · e5 cavallo del bianco · f5 donna del bianco · d4 pedone del bianco · g4 pedone del bianco · c3 pedone del bianco · f2 pedone del bianco · g2 cavallo del bianco · h2 re del bianco · e1 torre del bianco | f8 torre del nero · g8 re del nero · a7 pedone del nero · c7 donna del nero · e7 torre del nero · g7 pedone del nero · c6 pedone del nero · e6 cavallo del nero · h6 pedone del nero · a5 torre del bianco · d5 pedone del nero · e5 cavallo del bianco · f5 donna del bianco · d4 pedone del bianco · g4 pedone del bianco · c3 pedone del bianco · f2 pedone del bianco · g2 cavallo del bianco · h2 re del bianco · e1 torre del bianco | f8 torre del nero · g8 re del nero · a7 pedone del nero · c7 donna del nero · e7 torre del nero · g7 pedone del nero · c6 pedone del nero · e6 cavallo del nero · h6 pedone del nero · a5 torre del bianco · d5 pedone del nero · e5 cavallo del bianco · f5 donna del bianco · d4 pedone del bianco · g4 pedone del bianco · c3 pedone del bianco · f2 pedone del bianco · g2 cavallo del bianco · h2 re del bianco · e1 torre del bianco | f8 torre del nero · g8 re del nero · a7 pedone del nero · c7 donna del nero · e7 torre del nero · g7 pedone del nero · c6 pedone del nero · e6 cavallo del nero · h6 pedone del nero · a5 torre del bianco · d5 pedone del nero · e5 cavallo del bianco · f5 donna del bianco · d4 pedone del bianco · g4 pedone del bianco · c3 pedone del bianco · f2 pedone del bianco · g2 cavallo del bianco · h2 re del bianco · e1 torre del bianco | f8 torre del nero · g8 re del nero · a7 pedone del nero · c7 donna del nero · e7 torre del nero · g7 pedone del nero · c6 pedone del nero · e6 cavallo del nero · h6 pedone del nero · a5 torre del bianco · d5 pedone del nero · e5 cavallo del bianco · f5 donna del bianco · d4 pedone del bianco · g4 pedone del bianco · c3 pedone del bianco · f2 pedone del bianco · g2 cavallo del bianco · h2 re del bianco · e1 torre del bianco | f8 torre del nero · g8 re del nero · a7 pedone del nero · c7 donna del nero · e7 torre del nero · g7 pedone del nero · c6 pedone del nero · e6 cavallo del nero · h6 pedone del nero · a5 torre del bianco · d5 pedone del nero · e5 cavallo del bianco · f5 donna del bianco · d4 pedone del bianco · g4 pedone del bianco · c3 pedone del bianco · f2 pedone del bianco · g2 cavallo del bianco · h2 re del bianco · e1 torre del bianco | f8 torre del nero · g8 re del nero · a7 pedone del nero · c7 donna del nero · e7 torre del nero · g7 pedone del nero · c6 pedone del nero · e6 cavallo del nero · h6 pedone del nero · a5 torre del bianco · d5 pedone del nero · e5 cavallo del bianco · f5 donna del bianco · d4 pedone del bianco · g4 pedone del bianco · c3 pedone del bianco · f2 pedone del bianco · g2 cavallo del bianco · h2 re del bianco · e1 torre del bianco | f8 torre del nero · g8 re del nero · a7 pedone del nero · c7 donna del nero · e7 torre del nero · g7 pedone del nero · c6 pedone del nero · e6 cavallo del nero · h6 pedone del nero · a5 torre del bianco · d5 pedone del nero · e5 cavallo del bianco · f5 donna del bianco · d4 pedone del bianco · g4 pedone del bianco · c3 pedone del bianco · f2 pedone del bianco · g2 cavallo del bianco · h2 re del bianco · e1 torre del bianco | 3 |
| 2 | f8 torre del nero · g8 re del nero · a7 pedone del nero · c7 donna del nero · e7 torre del nero · g7 pedone del nero · c6 pedone del nero · e6 cavallo del nero · h6 pedone del nero · a5 torre del bianco · d5 pedone del nero · e5 cavallo del bianco · f5 donna del bianco · d4 pedone del bianco · g4 pedone del bianco · c3 pedone del bianco · f2 pedone del bianco · g2 cavallo del bianco · h2 re del bianco · e1 torre del bianco | f8 torre del nero · g8 re del nero · a7 pedone del nero · c7 donna del nero · e7 torre del nero · g7 pedone del nero · c6 pedone del nero · e6 cavallo del nero · h6 pedone del nero · a5 torre del bianco · d5 pedone del nero · e5 cavallo del bianco · f5 donna del bianco · d4 pedone del bianco · g4 pedone del bianco · c3 pedone del bianco · f2 pedone del bianco · g2 cavallo del bianco · h2 re del bianco · e1 torre del bianco | f8 torre del nero · g8 re del nero · a7 pedone del nero · c7 donna del nero · e7 torre del nero · g7 pedone del nero · c6 pedone del nero · e6 cavallo del nero · h6 pedone del nero · a5 torre del bianco · d5 pedone del nero · e5 cavallo del bianco · f5 donna del bianco · d4 pedone del bianco · g4 pedone del bianco · c3 pedone del bianco · f2 pedone del bianco · g2 cavallo del bianco · h2 re del bianco · e1 torre del bianco | f8 torre del nero · g8 re del nero · a7 pedone del nero · c7 donna del nero · e7 torre del nero · g7 pedone del nero · c6 pedone del nero · e6 cavallo del nero · h6 pedone del nero · a5 torre del bianco · d5 pedone del nero · e5 cavallo del bianco · f5 donna del bianco · d4 pedone del bianco · g4 pedone del bianco · c3 pedone del bianco · f2 pedone del bianco · g2 cavallo del bianco · h2 re del bianco · e1 torre del bianco | f8 torre del nero · g8 re del nero · a7 pedone del nero · c7 donna del nero · e7 torre del nero · g7 pedone del nero · c6 pedone del nero · e6 cavallo del nero · h6 pedone del nero · a5 torre del bianco · d5 pedone del nero · e5 cavallo del bianco · f5 donna del bianco · d4 pedone del bianco · g4 pedone del bianco · c3 pedone del bianco · f2 pedone del bianco · g2 cavallo del bianco · h2 re del bianco · e1 torre del bianco | f8 torre del nero · g8 re del nero · a7 pedone del nero · c7 donna del nero · e7 torre del nero · g7 pedone del nero · c6 pedone del nero · e6 cavallo del nero · h6 pedone del nero · a5 torre del bianco · d5 pedone del nero · e5 cavallo del bianco · f5 donna del bianco · d4 pedone del bianco · g4 pedone del bianco · c3 pedone del bianco · f2 pedone del bianco · g2 cavallo del bianco · h2 re del bianco · e1 torre del bianco | f8 torre del nero · g8 re del nero · a7 pedone del nero · c7 donna del nero · e7 torre del nero · g7 pedone del nero · c6 pedone del nero · e6 cavallo del nero · h6 pedone del nero · a5 torre del bianco · d5 pedone del nero · e5 cavallo del bianco · f5 donna del bianco · d4 pedone del bianco · g4 pedone del bianco · c3 pedone del bianco · f2 pedone del bianco · g2 cavallo del bianco · h2 re del bianco · e1 torre del bianco | f8 torre del nero · g8 re del nero · a7 pedone del nero · c7 donna del nero · e7 torre del nero · g7 pedone del nero · c6 pedone del nero · e6 cavallo del nero · h6 pedone del nero · a5 torre del bianco · d5 pedone del nero · e5 cavallo del bianco · f5 donna del bianco · d4 pedone del bianco · g4 pedone del bianco · c3 pedone del bianco · f2 pedone del bianco · g2 cavallo del bianco · h2 re del bianco · e1 torre del bianco | 2 |
| 1 | f8 torre del nero · g8 re del nero · a7 pedone del nero · c7 donna del nero · e7 torre del nero · g7 pedone del nero · c6 pedone del nero · e6 cavallo del nero · h6 pedone del nero · a5 torre del bianco · d5 pedone del nero · e5 cavallo del bianco · f5 donna del bianco · d4 pedone del bianco · g4 pedone del bianco · c3 pedone del bianco · f2 pedone del bianco · g2 cavallo del bianco · h2 re del bianco · e1 torre del bianco | f8 torre del nero · g8 re del nero · a7 pedone del nero · c7 donna del nero · e7 torre del nero · g7 pedone del nero · c6 pedone del nero · e6 cavallo del nero · h6 pedone del nero · a5 torre del bianco · d5 pedone del nero · e5 cavallo del bianco · f5 donna del bianco · d4 pedone del bianco · g4 pedone del bianco · c3 pedone del bianco · f2 pedone del bianco · g2 cavallo del bianco · h2 re del bianco · e1 torre del bianco | f8 torre del nero · g8 re del nero · a7 pedone del nero · c7 donna del nero · e7 torre del nero · g7 pedone del nero · c6 pedone del nero · e6 cavallo del nero · h6 pedone del nero · a5 torre del bianco · d5 pedone del nero · e5 cavallo del bianco · f5 donna del bianco · d4 pedone del bianco · g4 pedone del bianco · c3 pedone del bianco · f2 pedone del bianco · g2 cavallo del bianco · h2 re del bianco · e1 torre del bianco | f8 torre del nero · g8 re del nero · a7 pedone del nero · c7 donna del nero · e7 torre del nero · g7 pedone del nero · c6 pedone del nero · e6 cavallo del nero · h6 pedone del nero · a5 torre del bianco · d5 pedone del nero · e5 cavallo del bianco · f5 donna del bianco · d4 pedone del bianco · g4 pedone del bianco · c3 pedone del bianco · f2 pedone del bianco · g2 cavallo del bianco · h2 re del bianco · e1 torre del bianco | f8 torre del nero · g8 re del nero · a7 pedone del nero · c7 donna del nero · e7 torre del nero · g7 pedone del nero · c6 pedone del nero · e6 cavallo del nero · h6 pedone del nero · a5 torre del bianco · d5 pedone del nero · e5 cavallo del bianco · f5 donna del bianco · d4 pedone del bianco · g4 pedone del bianco · c3 pedone del bianco · f2 pedone del bianco · g2 cavallo del bianco · h2 re del bianco · e1 torre del bianco | f8 torre del nero · g8 re del nero · a7 pedone del nero · c7 donna del nero · e7 torre del nero · g7 pedone del nero · c6 pedone del nero · e6 cavallo del nero · h6 pedone del nero · a5 torre del bianco · d5 pedone del nero · e5 cavallo del bianco · f5 donna del bianco · d4 pedone del bianco · g4 pedone del bianco · c3 pedone del bianco · f2 pedone del bianco · g2 cavallo del bianco · h2 re del bianco · e1 torre del bianco | f8 torre del nero · g8 re del nero · a7 pedone del nero · c7 donna del nero · e7 torre del nero · g7 pedone del nero · c6 pedone del nero · e6 cavallo del nero · h6 pedone del nero · a5 torre del bianco · d5 pedone del nero · e5 cavallo del bianco · f5 donna del bianco · d4 pedone del bianco · g4 pedone del bianco · c3 pedone del bianco · f2 pedone del bianco · g2 cavallo del bianco · h2 re del bianco · e1 torre del bianco | f8 torre del nero · g8 re del nero · a7 pedone del nero · c7 donna del nero · e7 torre del nero · g7 pedone del nero · c6 pedone del nero · e6 cavallo del nero · h6 pedone del nero · a5 torre del bianco · d5 pedone del nero · e5 cavallo del bianco · f5 donna del bianco · d4 pedone del bianco · g4 pedone del bianco · c3 pedone del bianco · f2 pedone del bianco · g2 cavallo del bianco · h2 re del bianco · e1 torre del bianco | 1 |
|   | a | b | c | d | e | f | g | h |   |

Henry Bird – James Mason, New York 1876.
Questa partita fu la prima a cui venne assegnato ufficialmente il premio di bellezza.

Si può rigiocare la partita da qui 
Difesa francese  1.e4 e6 2.d4 d5 3.Cc3 Cf6 4.exd5 exd5 5.Cf3 Ad6 6.Ad3 0-0 7.0-0 h6

8.Te1 Cc6 9.Cb5 Ab4 10.c3 Aa5 11.Ca3 (è nota la predilezione di Bird per il gioco coi
Cavalli) 11. ...Ag4 12.Cc2 Dd7 13.b4 Ab6 14.h3 Ah5 15. Ce3 Tfe8 16.b5 Ce7 17.g4 Ag6

18.Ce5 Dc8 19.a4 c6 20.bxc6 bxc6 21.Aa3 Ce4 22.Dc2 Cg5 23.Axe7 Txe7 24.Axg6 fxg6
25.Dxg6 Cxh3+ 26.Rh2 Cf4 27.Df5 Ce6 28.Cg2 Dc7 29.a5!? Axa5 30.Txa5!? Tf8

                                               (  vedi diagramma  )
31. Ta6!!  Txf5 32.gxf5 Cd8 33.Cf4 Dc8 34.Cfg6 Te8 35.Cxc6 Dc7+ 36.Cce5 Dxc3
37.Te3 Dd2 38.Rg2 Dxd4 39.f6 gxf6 40.Txf6 Ce6 41.Tg3 Cg5 42.Cg4 Rg7 43.Cf4 De4+

44.Rh2 Ce7 45.Ch5+ Rh8 46.Chf6 Te7 48.Rg2 d4 49.Ce5! Dc8 50.Cg6+ (1-0).
Altre notevoli partite di Henry Bird:
- Bird – Steinitz, 1867 (Bird dà un elegante matto)
- N.N. – Bird, 1950 (Scozzese 4 ...Dh4)
- Bird – Blackburne, 1879 (Gambetto From)
- Bird – Steinitz, 1866 (grandi manovre di Cavalli!)
- Bird – Paulsen, 1883 (Apertura Bird 1.f4)
- Bird – Lasker, blitz 1892